# 天地根元宮造
天地根元宮造（てんちこんげんのみやづくり）とは、国生み神話に基いて想定された、日本で最も原始的な建築様式。天地根元造（てんちこんげんづくり）（あまつちもとねづくり）ともいう。戦前の日本の建築史学では日本建築の祖形として通説となっていたが、登呂遺跡の発掘調査など、戦後の考古学が皇国史観から実証主義に転換するとともに、しだいに影をひそめていった。

## 概要
江戸時代の工匠である辻内家に伝わる『鳥居之巻』など数点の古文書によって、天地根元宮造の想像図や建築類例が伝わっていた。天地根元宮造とは、地面に掘った方形の竪穴のうえに切妻屋根を伏せたように建てた小屋であり、千木や堅魚木など神社に似た細部を持つと考えられていた。明治時代末より、建築史家・建築家であった伊東忠太が講演や書籍で唱導し、戦前の建築界に定着した。伊東は天地根元宮造と神社との類似点から、日本の建築は天地根元宮造を基礎にして発展していったとする日本建築の系統論を唱えた。
しかし、実証するデータがなく、文献からも江戸時代以前に遡ることができないなど、この説を批判する声も少なからずあった。大正時代以後、関東地方を中心に竪穴建物の検出事例が増えたが、天地根元宮造を示す建物遺構は発見されず疑いは深まった。建築史家の関野克はたたら製鉄で使われる高殿の建築様式を元に円形の古代建物の復元予想を示し、日本の古代建物の常識をくつがえした。1943年（昭和18年）に発見された登呂遺跡は関野の予想に沿って復元され、戦後の歴史教育の教材とされたが、神道と関わりの深い天地根元宮造は教育の場で触れられることはなくなった。